# Colibrí calçat de clatell daurat
El colibrí calçat de clatell daurat (Eriocnemis sapphiropygia) és una espècie d'ocell de la família dels troquílids (Trochilidae) que habita el nord i le sud del Perú.

## Taxonomia
Sovint inclòs a Eriocnemis luciani.